# ルールズ (レストラン)
ルールズ（Rules）は、ロンドンのコヴェント・ガーデン地区のメイデン・レーン（Maiden Lane）にある、ロンドンで最も歴史が古い1798年創業のレストラン。

## 概要
1798年、創業者のトマス・ルール（Thomas Rule）は、当初（カキ料理を提供する）オイスターバーとしてこの店を開いたが、初期から伝統的なイギリス料理を提供しており、それは現在まで続いている。ルールズは特に、ゲーム（狩猟された鳥獣肉：フランス料理でいうジビエ）料理が名高く、ペナイン山脈の高地にラーティントン・エステート（The Lartington Estate）という自前の農場を構えている
このレストランは、第一次世界大戦までルール家が代々所有していたが、チャールズ・ルール（Charles Rule）がトマス・ベル（Thomas Bell）と事業の交換をして、レストランを手放した。その後、ベルの娘が1984年にレストランをジョン・メイヒュー（John Mayhew）に売却し、現在に至っている。
メイン・レストランとカクテル・バーの部分は、創業時以来の趣きを保全するために細心の努力がなされている。壁面には、このレストランの歴史を通して収集されてきたスケッチ、油絵、カートゥーンなどが飾られている。こうした絵画類の多くは、演劇の歴史を描いたものが多い。ヘンリー・アーヴィング（Henry Irving、19世紀の大物俳優）や、（20世紀の名優）ローレンス・オリヴィエも、ルールズの常連客であった。
グレアム・グリーン、ディック・フランシス、イーヴリン・ウォーといった作家たちは、小説の作中でこのレストランを取り上げている。1971年、このレストランが取り壊しになるかもしれないという状況が生じていたとき、詩人ジョン・ベチャマン（John Betjeman）は、当時のグレーター・ロンドン・カウンシルに働きかけ、公聴会で建物の保全を訴えた。